# 台湾之胱
《台湾之胱》，副標《泌尿科诊所》，是台湾漫画家老培画的政治漫画，原本是一個主题叫《挂号台》的系列漫画，用三位主要人物（绿哥布林、蓝精灵、洛克·呆玩）描绘並諷刺两岸关系和台湾政治的故事。漫画还有其他几个人物，其中有一头貓熊（中國大陸）、白头海鵰（美國）、棕熊（俄罗斯）、大象（印度）和一只哥吉拉（日本）。2016年8月由未來數位集結成單行本。

## 人物介紹
绿哥布林
代表綠營或民進黨，惡搞哥布林。
蓝精灵
代表藍營或國民黨，恶搞蓝精灵。
洛克·呆玩
恶搞光芒宝宝，代表台湾普通民众，患有重度近視，個性時而自卑、時而自大。